# Temporada 1962-1963 del RCD Espanyol
Dades de la Temporada 1962-1963 del RCD Espanyol.

## Fets Destacats
- 30 d'agost de 1962: Amistós: Espanyol 1 - Berliner SV 0[6]
- 20 de gener de 1963: Lliga: Espanyol 4 - CD Baskonia 0[7]
- 10 de març de 1963: Lliga: Espanyol 5 - Sporting de Gijón 0[8]
- 23 de maig de 1963: En la seva primera temporada a Segona Divisió, l'Espanyol acabà en segona posició al seu grup (aquesta temporada la segona divisió estava composta per dos grups, nord i sud). L'equip hagué de disputar una fase de promoció amb el RCD Mallorca, quart classificat per la cua de primera divisió. L'Espanyol superà l'eliminatòria després d'un partit de desempat:
  - 12-5-63 a Barcelona, Espanyol 2 - Mallorca 1, amb gols de Castaños, Boy
  - 19-5-63 a Palma, Mallorca 2 - Espanyol 1, amb gol de Domínguez
  - 23-5-63 a Madrid, Espanyol 1 - Mallorca 0, amb gol d'Idígoras
- 5 de juny de 1963: Amistós: Espanyol 0 - Portuguesa 0[9]

## Resultats i Classificació
- Lliga d'Espanya (Segona Divisió): Segona posició amb 39 punts (30 partits, 17 victòries, 5 empats, 8 derrotes, 40 gols a favor i 24 en contra).
- Copa d'Espanya: Eliminat a la ronda prèvia pel Cadis CF (3-1 a Sarrià, 2-0 a Càdis i 2-1 a favor del club andalús en el partit de desempat.

## Plantilla
| P   | Jugador               | Lliga | Lliga | Copa d'Espanya | Copa d'Espanya | Promoció | Promoció |
| P   | Jugador               | PJ    | G     | PJ             | G              | PJ       | G        |
| --- | --------------------- | ----- | ----- | -------------- | -------------- | -------- | -------- |
| POR | Benet Joanet          | 22    | -19   | 3              | -5             | 1        | -1       |
| POR | Juan Antonio López    | 8     | -5    | -              | -              | -        | -        |
| POR | Rafael Piris          | 2     | -2    | -              | -              | 2        | -2       |
| DEF | Joan Bartolí          | 29    | -     | 3              | -              | 3        | -        |
| DEF | Gerard Gatell         | 21    | -     | 1              | -              | 1        | -        |
| DEF | Fermín Gordejuela     | 20    | 1     | 2              | -              | 1        | -        |
| DEF | José Barrera          | 19    | -     | -              | -              | -        | -        |
| DEF | Julià Riera           | 12    | -     | 1              | -              | 2        | -        |
| DEF | Abel Hernández        | 10    | -     | 1              | -              | 3        | -        |
| DEF | Regino Gómez          | 1     | -     | -              | -              | -        | -        |
| MIG | Santos Bedoya         | 26    | 2     | 3              | -              | 3        | -        |
| MIG | Josep Sánchez Boy     | 20    | 7     | 3              | 1              | 3        | 1        |
| MIG | Antonio Domínguez     | 18    | 3     | 2              | -              | 3        | 1        |
| MIG | Víctor Manuel Rivas   | 15    | -     | 3              | -              | 2        | -        |
| MIG | Ramón Sergio Carranza | 13    | 2     | 2              | 2              | -        | -        |
| MIG | Joan Josep Barberà    | 9     | -     | 1              | -              | -        | -        |
| MIG | José Hernández        | 7     | 2     | 1              | -              | -        | -        |
| DAV | José Paredes          | 21    | 8     | 3              | 1              | -        | -        |
| DAV | Lluís Muñoz           | 19    | 1     | 3              | -              | 3        | -        |
| DAV | Ginés Castaños        | 13    | 7     | 1              | -              | 3        | 1        |
| DAV | Manuel Idígoras       | 12    | 2     | -              | -              | 3        | 1        |
| DAV | Leif Poulsen          | 9     | 3     | -              | -              | -        | -        |
| DAV | Índio                 | 6     | 2     | -              | -              | -        | -        |
| DAV | Carlos Torres         | -     | -     | -              | -              | -        | -        |
| DAV | José María Moreno     | -     | -     | -              | -              | -        | -        |